# 练继建
练继建（1965年8月—），福建建瓯人，天津理工大学党委副书记、校长。主要从事水利水电工程安全与优化应用、海上新能源开发利用及多能互补等方面的研究工作。担任中国水力发电学会常务理事、中国水利学会常务理事，入选中华人民共和国教育部2008年度“长江学者”特聘教授。
曾任天津大学建筑工程学院副院长、院长、党委书记。2019年5月任河北工程大学党委副书记、副校长。2021年12月任天津理工大学党委副书记、校长。